# Yuigahama

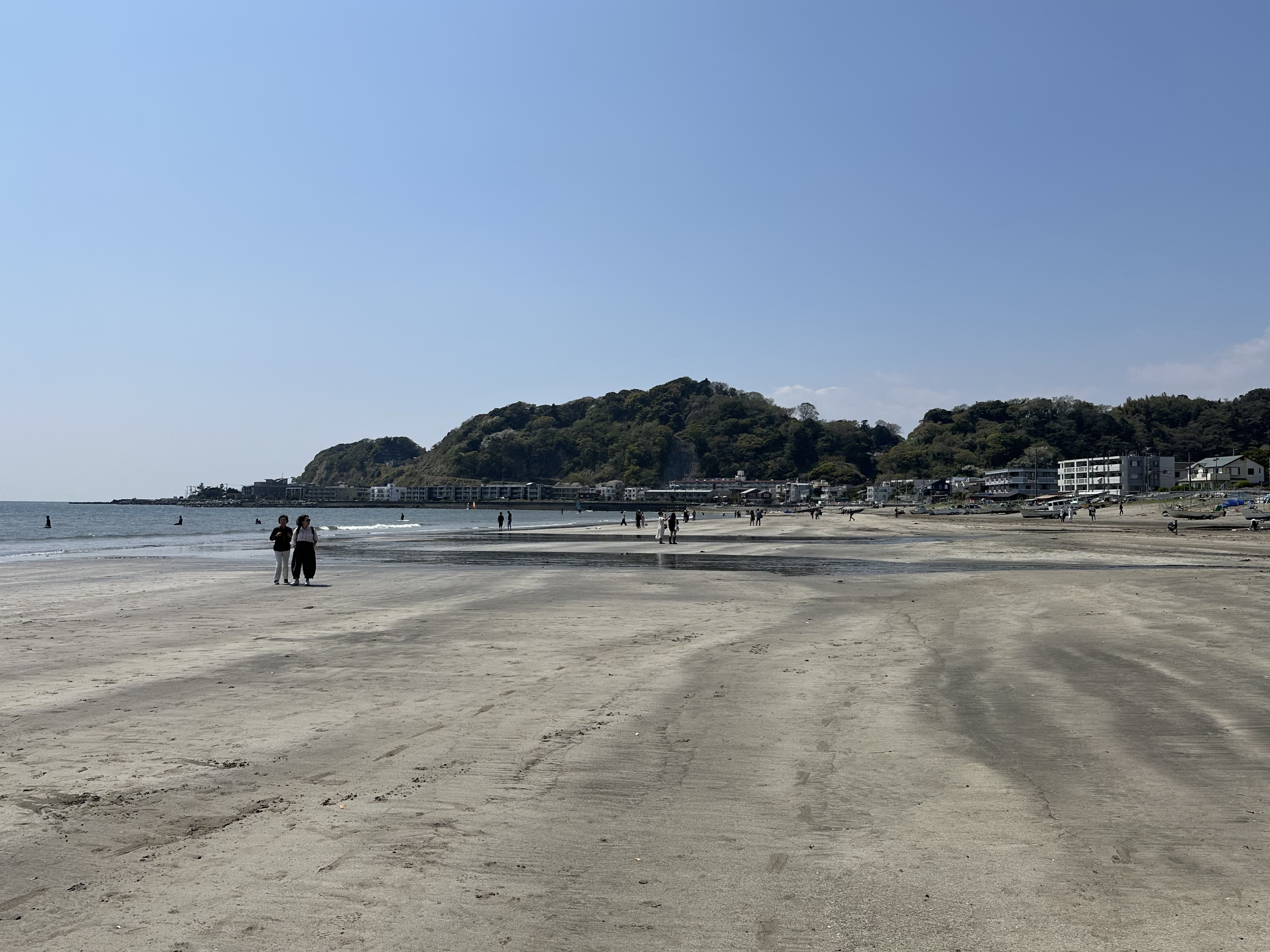
Yuigahama, 2025

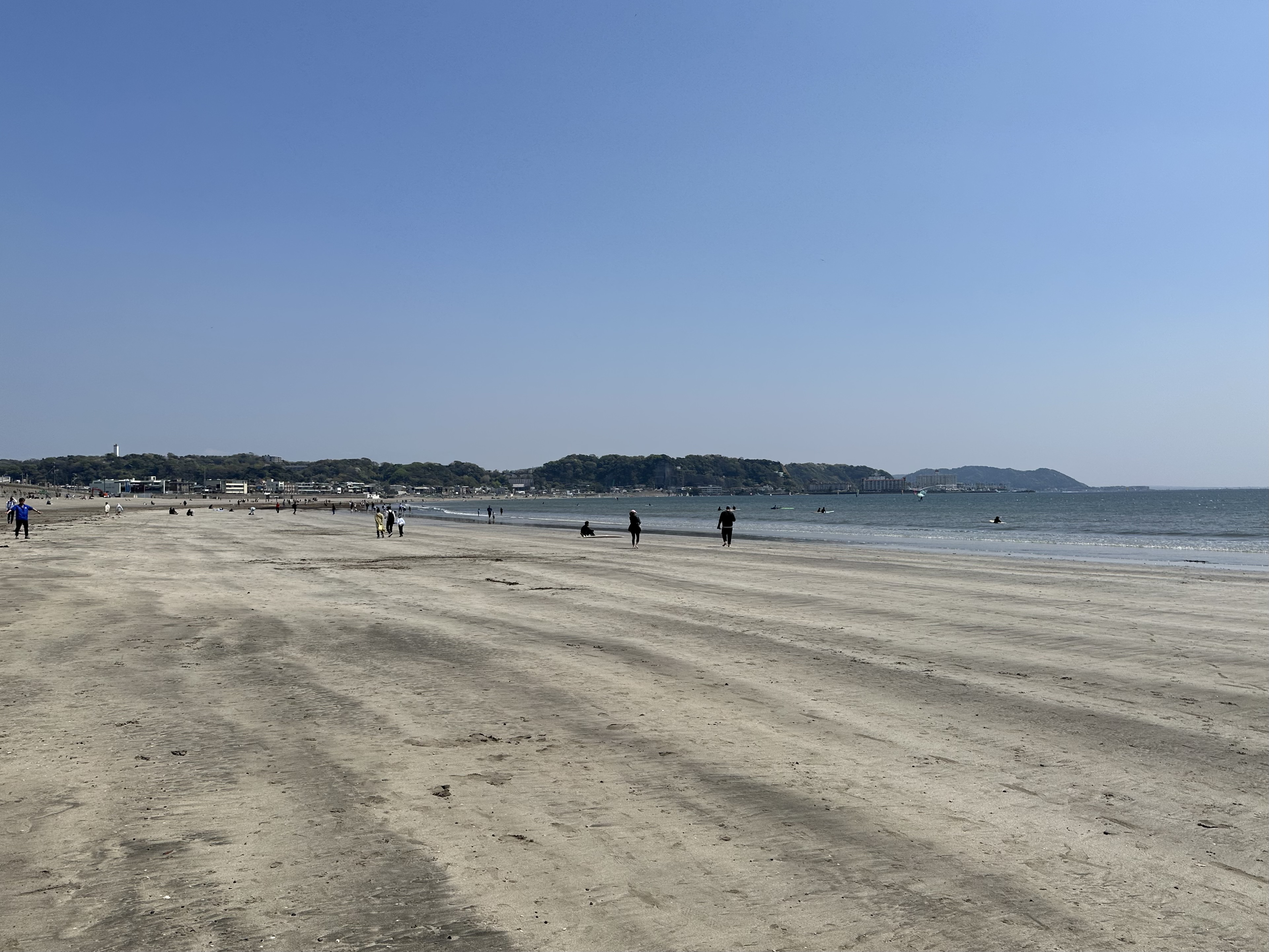
Blick nach Osten, 2025

Yuigahama (japanisch 由比ヶ浜) ist ein Strand an der Sagami-Bucht im Gebiet der Stadt Kamakura in Japan.

## Lage
Der Sandstrand erstreckt sich über eine Länge von 890 Metern. Seine Breite wird mit 40 Metern angegeben. Östlich des Strandes mündet der Fluss Namerikawa in die Bucht, auf dessen anderer Seite sich der Strand Zaimokuza anschließt. Die Adressierung lautet 4 Yuigahama, Kamakura.

## Ausstattung
Der touristisch erschlossene Strand ist zu bestimmten Zeiten auch für das Surfen zugelassen und verfügt über Toiletten und Duschen. Außerdem besteht eine Rettungsstation und Überwachungsanlagen. 2016 wurde er erstmalig mit der Blauen Flagge zertifiziert. Im Umfeld des Strandes befinden sich Gastronomie- und Beherbergungsbetriebe.

## Geschichte

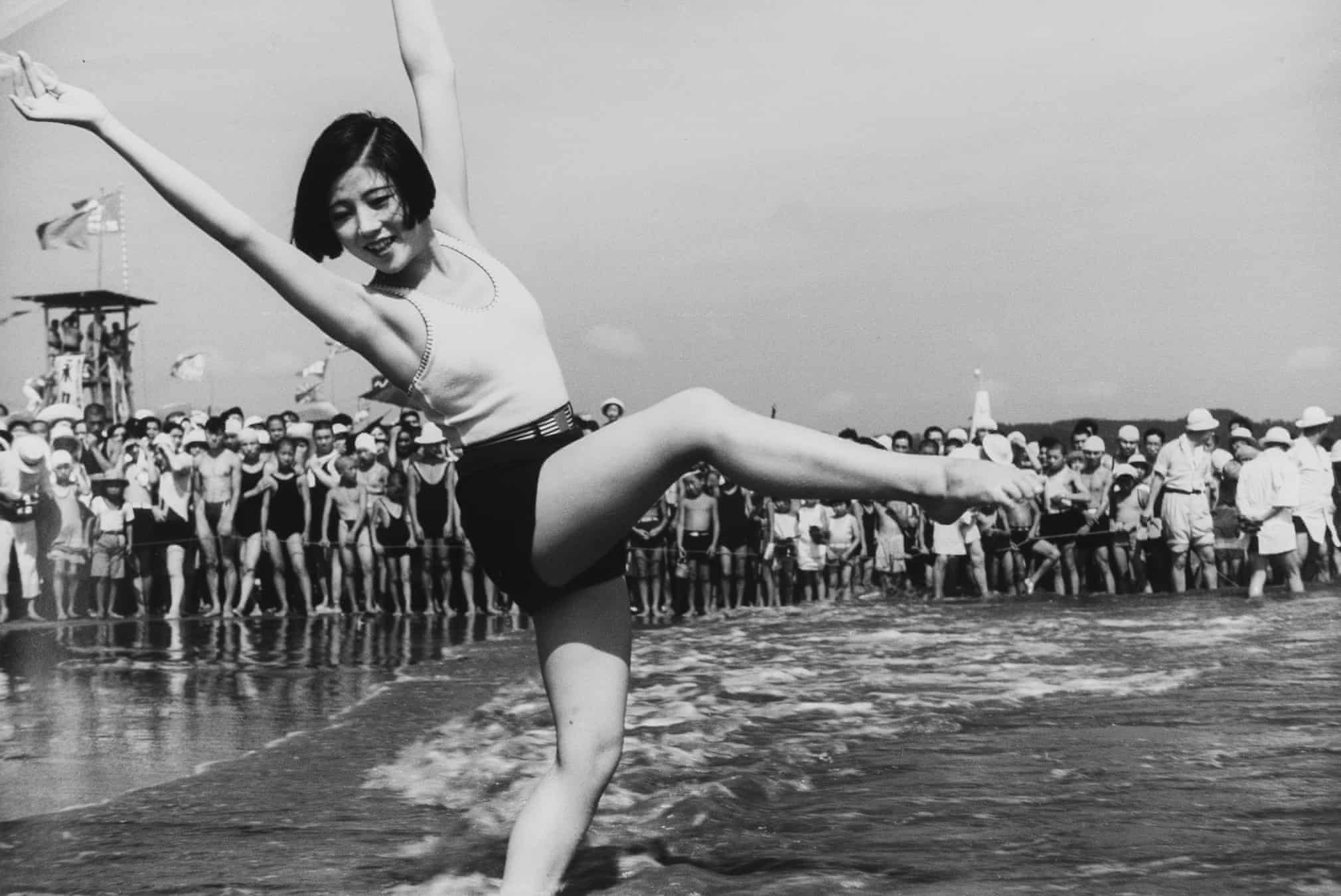
Strandleben im Jahr 1934

Der Bereich um den Strand ist seit dem Ende Yayoi-Zeit, dem späten dritten Jahrhundert, von Menschen besiedelt. In den Sanddünen wurden mittelalterliche Siedlungsreste und Friedhöfe gefunden.
In der sogenannten Kamakura-Zeit reinigte sich der erste Shogun Minamoto no Yoritomo im an diesem Strand, bevor er zum Neujahrstag Nishomode reiste. Überliefert ist auch, dass der Stand Samurais zur Praktizierung von Kampfkünsten wie Yabusame und Kokasake diente. Der Strand diente auch als Hinrichtungsstätte. Der Legende nach wurde hier das neugeborene Kind Shizuka Gozens getötet. 1213 und 1333 war der Strand Schlachtfeld für größere kriegerische Auseinandersetzungen.
Nach der Eröffnung der Yokosuka-Eisenbahn im Jahr 1889 wurde der Strand touristisch erschlossen. Er wurde als Ginza des Meeres bekannt und fand auch Eingang in die japanische Literatur, darunter im Roman Kokoro.